# 100 złotych 1984 40 lat PRL
100 złotych 1984 40 lat PRL – okolicznościowa moneta stuzłotowa, wprowadzona do obiegu 12 czerwca 1984 r. zarządzeniem z 15 maja 1984 r. (M.P. z 1984 r. nr 13, poz. 100), wycofana z dniem denominacji z 1 stycznia 1995 r., rozporządzeniem prezesa Narodowego Banku Polskiego z dnia 18 listopada 1994 r. (M.P. z 1994 r. nr 61, poz. 541).
Monetę wybito z okazji czterdziestej rocznicy powstania Polskiej Rzeczypospolitej Ludowej.

## Awers
W centralnej części umieszczono godło – orła bez korony, po bokach rok „1984"”, pod łapą znak mennicy w Warszawie, dookoła napis „POLSKA RZECZPOSPOLITA LUDOWA”, a na dole napis „ZŁ 100 ZŁ”.

## Rewers
Na tej stronie monety znajduje się mapa Polski a na niej napis „40 LAT PRL”.

## Nakład
Monetę bito w Mennicy Państwowej, w miedzioniklu, na krążku o średnicy 29,5 mm, masie 10,8 grama, z rantem ząbkowanym, w nakładzie 2 594 500 sztuk, według projektów:
- Stanisławy Wątróbskiej-Frindt (awers) oraz
- Ewy Olszewskiej-Borys (rewers).

## Opis
Stuzłotówka jest ostatnią z cyklu monet upamiętniających rocznice powstania Polskiej Rzeczypospolitej Ludowej.
Moneta jest jedną z ośmiu stuzłotówek okolicznościowych bitych w miedzioniklu albo żelazoniklu, w latach 1984–1988.

## Powiązane monety
Jako okolicznościowe, kolekcjonerskie lub próbne kolekcjonerskie zostały wybite monety upamiętniające rocznice PRL:
- okolicznościowa w miedzioniklu, o nominale 10 złotych, z 1969 r. – 25. rocznica PRL,
- okolicznościowa w srebrze, wybita stemplem zwykłym, o nominale 200 złotych, z 1974 r. – 30. rocznica PRL,
- kolekcjonerska w srebrze, wybita stemplem lustrzanym, o nominale 200 złotych, z 1974 r. – 30. rocznica PRL,
- próbna kolekcjonerska w srebrze, o nominale 1000 złotych z 1984 r. – 40. rocznica PRL.

## Wersje próbne
Istnieje wersja tej monety należąca do serii próbnej w niklu z wypukłym napisem „PRÓBA”, wybita w nakładzie 500 sztuk.